# Hemigaleus
Hemigaleus es un género de elasmobranquios Carcharhiniformes de la familia Hemigaleidae .

## Especies
Incluye un total de 2 especies descritas:
- Hemigaleus australiensis White, Last & Compagno, 2005[3]
- Hemigaleus microstoma Bleeker, 1852[4]